# Tyrone Wheatley
Tyrone Anthony Wheatley (Inkster, 27 dicembre 1971) è un ex giocatore di football americano statunitense che ha militato nel ruolo di running back nella National Football League.

## Biografia
Al college, Wheatley giocò a football a Michigan. Fu scelto come 17º assoluto dai New York Giants nel Draft NFL 1995, guidandoli in yard totali guadagnate nel 1996. In seguito firmò coi Miami Dolphins ma fu svincolato prima dell'inizio della stagione 1999. Si accordò così con gli Oakland Raiders dove riuscì a mettere a frutto il suo potenziale, guidando per tre volte la squadra in yard corse e per due volte classificandosi tra i primi dieci della lega in touchdown su corsa. Con Wheatley, i Raiders raggiunsero i playoff per tre anni consecutivi, inclusa un'apparizione al Super Bowl nel 2002, persa contro i Tampa Bay Buccaneers. Si ritirò dopo la stagione 2004.

## Palmarès

### Franchigia
- American Football Conference Championship: 1

Oakland Raiders: 2002

## Statistiche
| Yard corse         | 4.962 |
| Touchdown su corsa | 40    |